# Château d'Eck
Le château d'Eck est un domaine viticole, en AOC Pessac-léognan, situé à Cadaujac en Gironde en bordure de l'autoroute A62.

## Histoire du domaine

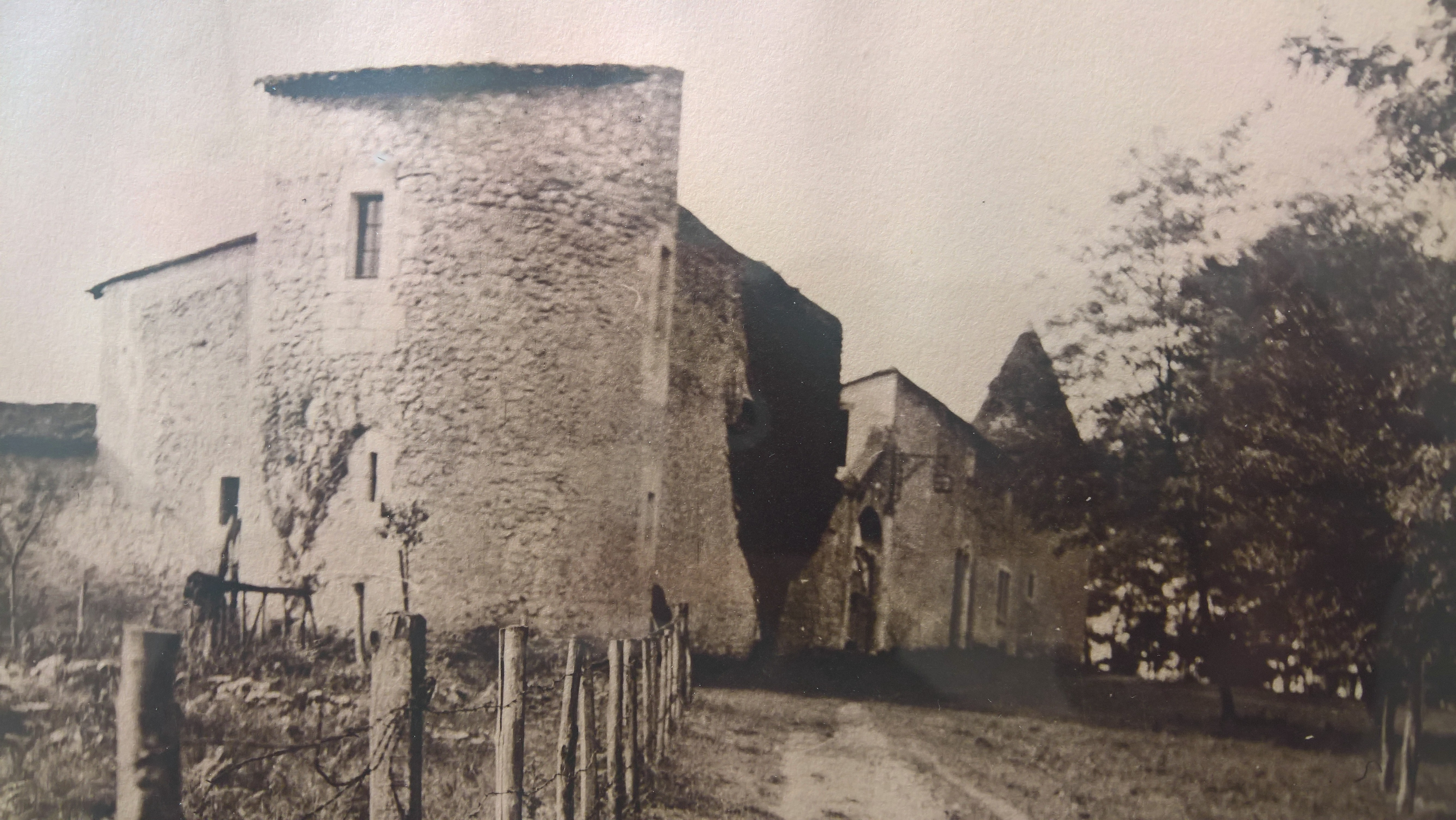
Le château d'Eck du temps de Mr Reyné, au début des années 60.

Les fondations de la bâtisse datent du XIe siècle et le château originel possédait un système de défense. Les bâtiments actuels sont disposés en U. La façade Nord est flanquée d’une tour à chaque extrémité et percée d’un passage en son centre. Les murs ouest et est, avec des tours aux extrémités sud, encadrent une cour intérieure.
Depuis son origine il était connu sous le nom de château des Freytets à cause de ses terres bien exposées, favorables à la culture des fruits, Freytets signifiant fruitiers en Gascon. Ses terroirs variés allant des croupes graveleuses aux sols sableux sur argiles sont bien exposés et propices à la culture de la vigne. C’est au XIe siècle, sous l’impulsion de Guillaume VIII d'Aquitaine que le vin de la propriété devient réputé.
En 1287, Édouard I, roi d'Angleterre donne ce château à l’Église et les évêques de Bordeaux y élisent domicile. 
Bertrand de Goth, qui deviendra, en 1305, le premier des sept papes qui siégèrent à Avignon, séjourne au château en 1302. 
À la révolution française, l’Église perdit le château, vendu comme bien national.
En 1810, le château appartient à M. Dussole, Maire de Cadaujac. Le cadastre indique la façade nord avec ses deux tours et seulement des pans de mur à l'Est et à l'Ouest.
En 1824, François d’Eck hérite du château par mariage et lui donne son nom actuel. Sur le cadastre de 1847 figurent de nouvelles constructions dont l’apparition de deux nouvelles tours (à l’Est et à l’Ouest) et de murs qui délimitent une cour intérieure. 
Le cadastre de 1935 révèle la démolition de bâtiments au Sud, ce qui semble confirmer une période d’années sombres. Le domaine était mal entretenu, envahi par les ronces, ses terres deviennent quasiment impénétrables. 
Dans les années 1940, M. Reyné restaure le château et en occupe la partie Ouest ; le côté Est est réservé au logement des domestiques chargés de l’élevage de chevaux dont M. Reyné est un grand passionné. 
Lorsque M. et Mme Martin l’acquièrent en 1969, l'état du château nécessite de grands travaux. C’est sous la direction de M. Labau, architecte, que s’effectue cette restauration. Une seule des quatre tours a résisté aux attaques du temps ; les trois autres sont alors reconstruites à l’identique, dans le style féodal et un mur d'enceinte construit. La façade Nord est rehaussée, des meurtrières font place à des fenêtres Renaissance, le hall d’entrée laisse découvrir une belle charpente et un escalier en fer forgé. 
Frédéric Gonet acquiert le domaine en 1999 pour faire naître de ses terres un nouveau cru dans la famille des Pessac-léognan. Le château était fermé et délaissé durant environ une décennie et les nouveaux propriétaires ont réalisé un gros travail de restauration et ont appliqué avec talent leur savoir-faire au vignoble.

## Le vin
Les parcelles, étendues sur sept hectares de merlot, cabernet-sauvignon et petit verdot, sont travaillées selon les règles de la viticulture Bio. Le travail de la terre se fait avec des chevaux pour éviter au maximum le passage des tracteurs. La vinification est faite en cuve inox. Élevage avec micro-oxygénation puis mise en barriques pendant 12 mois.
Les jeunes vignes ont donné leur « première production » en 2004. En 2012 est produit la « Grande Cuvée de Château d'Eck », vin puissant et équilibré aux arômes de fruits cuits de pruneaux et d'épices douces et en 2013 du vin : « Second d'Eck », un vin élégant aux arômes de fruits rouges.